# Mick Mills
Michael Dennis "Mick" Mills (Godalming, 4 de janeiro de 1949) é um ex-futebolista profissional inglês que atuava como defensor.

## Carreira
Mills é idolo do Ipswich Town, onde é o jogador que mais atuou pelo clube e vencedor da F.A Cup de 1977.

## Seleção nacional
Mick Mills fez parte do elenco da Seleção Inglesa de Futebol, da Copa do Mundo de 1982, atuando as 5 partidas da seleção inglesa na competição